# Airbus A300 ZERO-G

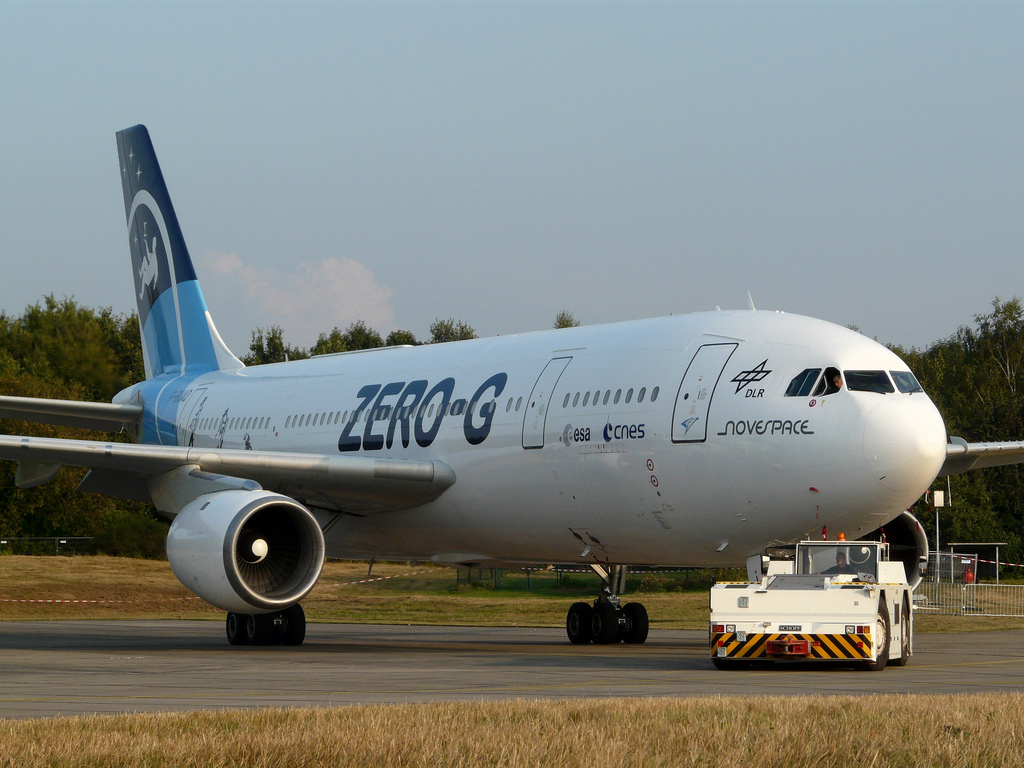

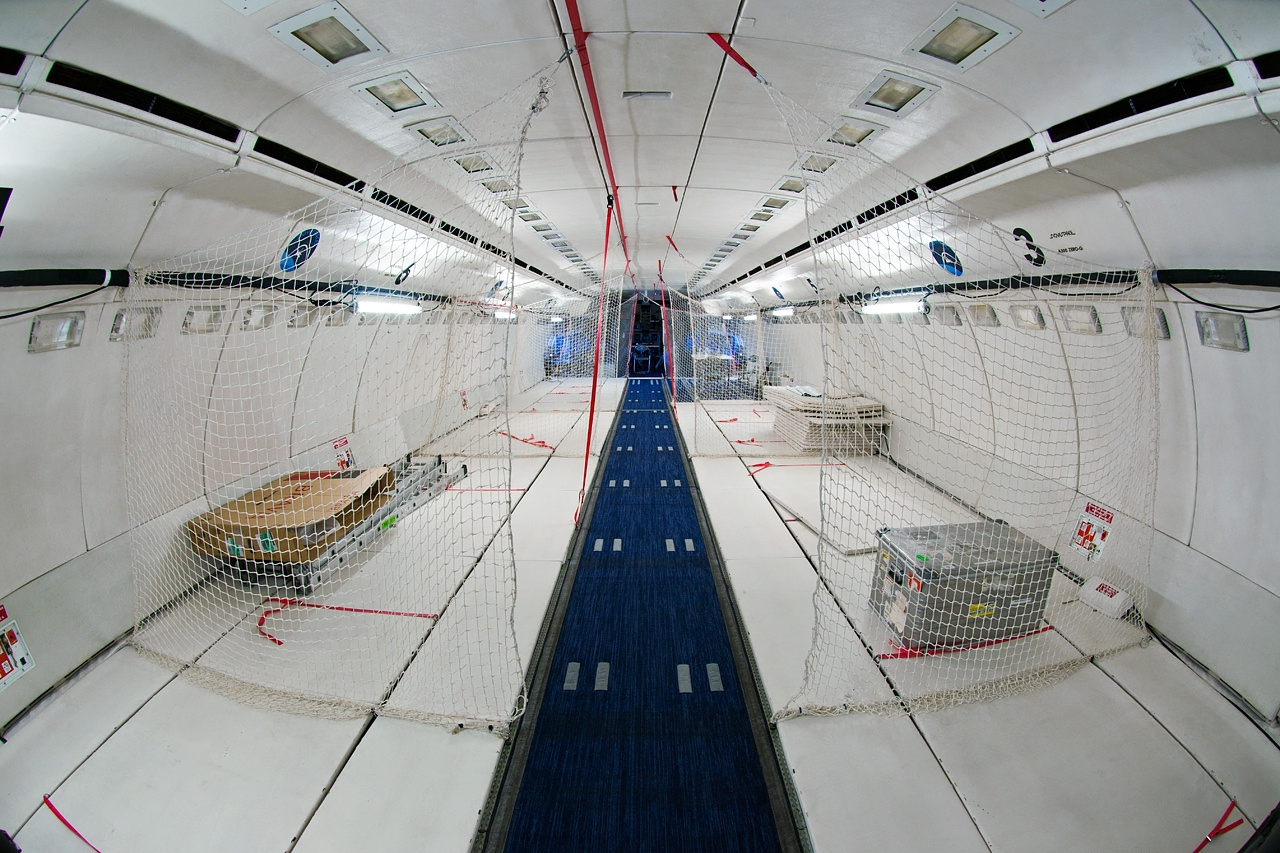
Sa cabine principale.

L'Airbus A300 ZERO-G est un avion de type A300B2-1C de la société Airbus aménagé en laboratoire de recherche scientifique. Son immatriculation est F-BUAD. Il est utilisé pour réaliser des vols paraboliques, et permet d'atteindre jusqu'à 22 secondes d'impesanteur. Exploité par la société Novespace, filiale du Centre national d'études spatiales (CNES), il est basé sur l'aéroport de Bordeaux-Mérignac.
Le 1er juillet 2014, un des A310-304 de la Luftwaffe (msn498) est transféré à Bordeaux , pour remplacer cet appareil.
Le 3 novembre, l'Airbus A300 ZERO-G est déplacé à Cologne, fin définitive de sa mission. En mars 2015, cet A310 Zero G, immatriculé F-WNOV puis F-WHNOV, arrive à Bordeaux après sa conversion en Allemagne et, le 5 mai, commence ses services, en succédant à l'A300 ZERO-G.

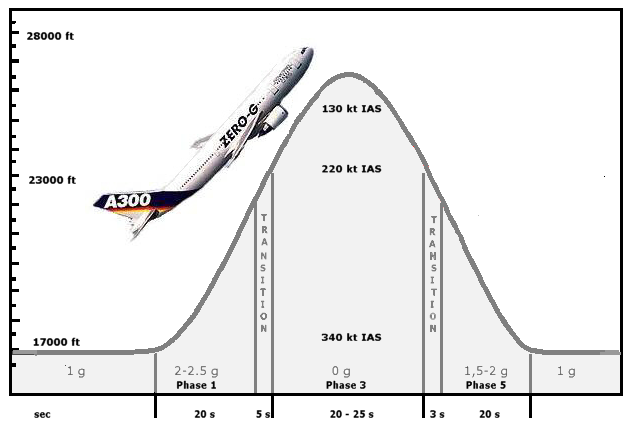
Phases du vol parabolique.

## Caractéristiques

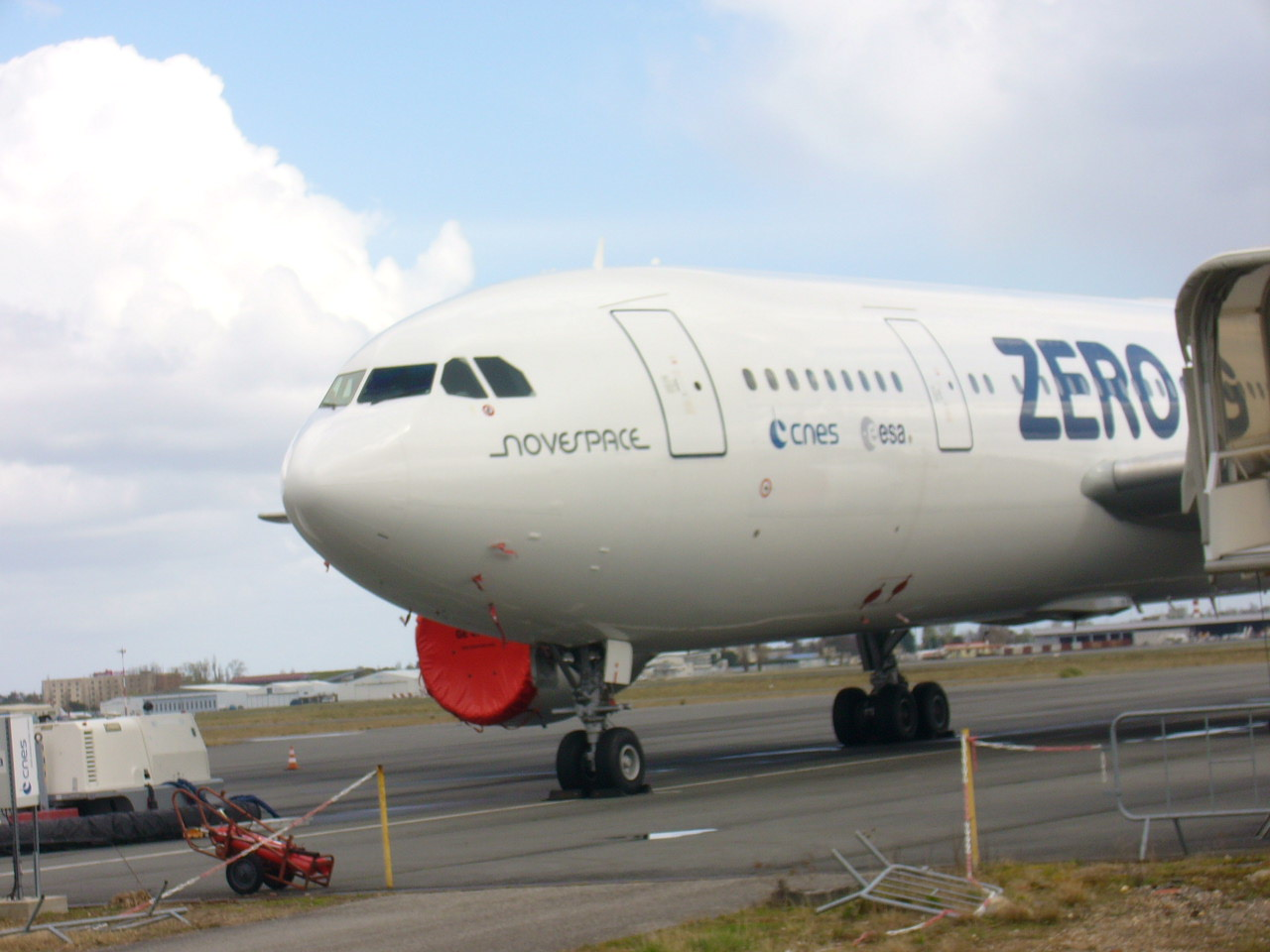
A300B2-1C MSN003 ZERO-G, à l'aéroport de Bordeaux en 2010.

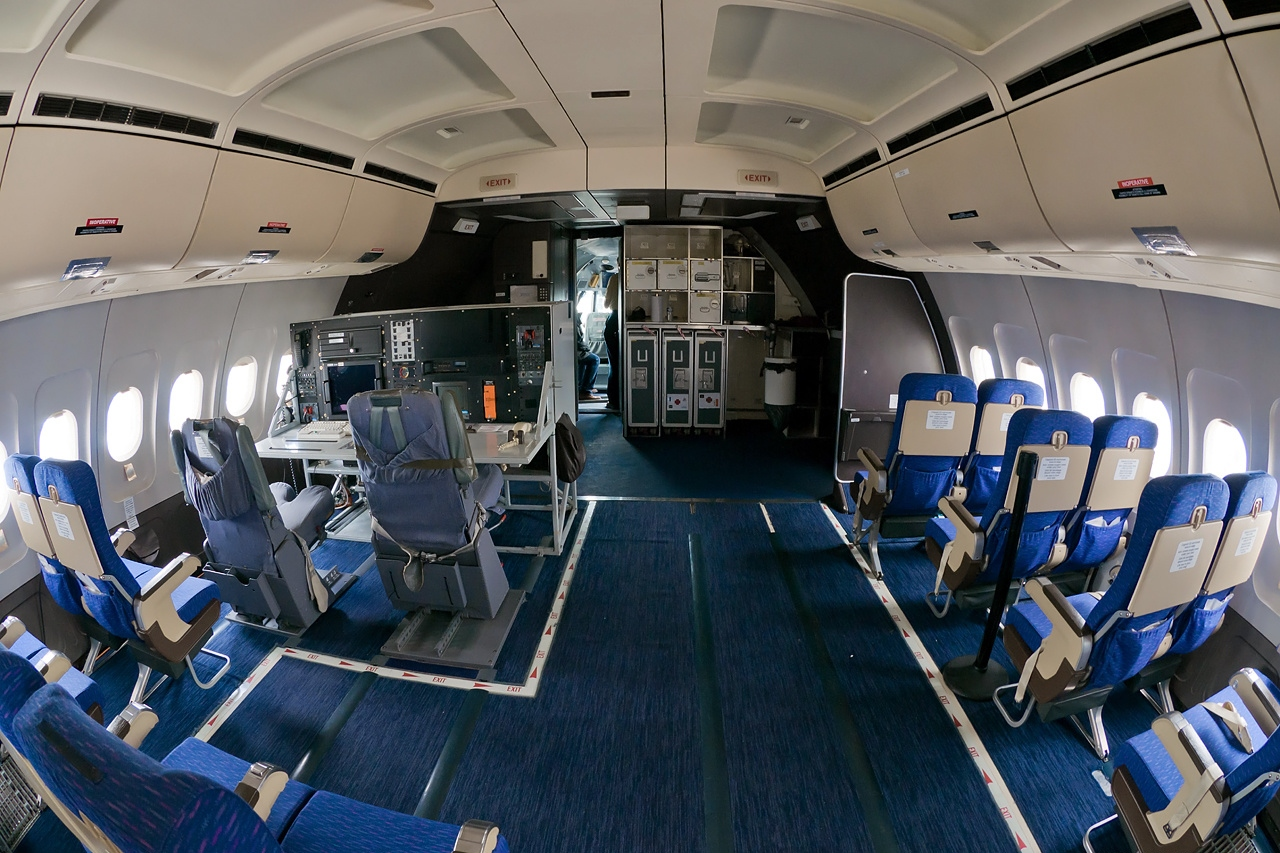
Cabine modifiée de l'A300 ZERO-G.

Cet Airbus A300B2 est un prototype de l'avion de ligne reconditionné pour les vols paraboliques. Il permet d'accueillir jusqu'à 40 passagers dans ses 200 m3 d'espace dédié. Cet appareil est unique en Europe. Il est le plus gros appareil au monde dans cette catégorie, en termes de capacité d'emport d'expériences, qui permet des conditions d'impesanteur pour la communauté scientifique.
Depuis 2008, l'avion a la possibilité d'effectuer des paraboles reproduisant les conditions de pesanteur martienne (0,38 g) et lunaire (0,16 g). Il offre un nouveau terrain d'expérimentation pour les chercheurs.
Cet appareil a été acheté à Airbus par Novespace en 1996, il succède à l'ancienne Caravelle Zero-G, conservée sur l'aéroport de Bordeaux - Mérignac.
Fabriqué en 1973, cet A300B2-1C a moins de 5 000 heures de vol. Il a 11 500 paraboles environ à son actif en 2012. Sa 100e campagne de vols paraboliques a eu lieu en décembre 2012. Il fallait une préparation considérable pour une telle mission. L'appareil connaissait, comparé à un vol commercial normal, 35 fois plus de fatigue lors de son vol parabolique : il fallait 30 fois plus d'inspection de la structure.
Le programme de maintenance, adapté à la répétition des manœuvres paraboliques, est effectué par Sabena technics de Bordeaux. De sorte que l'appareil stationne normalement à cet aéroport.
L'avion est piloté par un équipage de pilotes d'essais. Il est placé sous la direction du service « essais en vol » de la direction générale de l'Armement. La manœuvre nécessite l'intervention de trois pilotes en même temps : un pilote s’occupe de la trajectoire de la parabole, un deuxième maintient l'assiette, un mécanicien navigant s’occupe de la manette des gaz. Malgré la sollicitation poussée de l'avion, il reste dans son domaine de vol.
L'A300 ZERO-G est utilisé pour des missions en tant qu'avion banc d'essai. Il fut utilisé trois fois pour observer l'entrée de l’étage principal cryogénique d'Ariane 5.

## Vols commerciaux
À partir du 4 décembre 2012, ceux qui veulent être passagers peuvent accéder à l'A300 Zero-G, à condition d'obtenir le certificat d'aptitude médicale et d'avoir au moins 18 ans. Ce service commercialisé en partenariat avec Avico coûte 5 980 euros. 4 000 euros couvrent les coûts du programme, 1 980 euros sont utilisés pour le financement des expériences scientifiques et le renouvellement de l'appareil, un A310, en 2014. Chaque vol dure deux heures et demie, les 40 passagers découvrent une parabole simulant la gravité martienne (0,38 g, 30 secondes), deux paraboles simulant la gravité lunaire (0,16 g, 25 secondes) et douze paraboles simulant l'apesanteur (0 g, 22 secondes).
Le participant peut obtenir un diplôme officiel Air Zero G Weightless Flyer. Les vols sont toujours complets, il faut s'inscrire sur la liste d'attente.
À l'arrivée de F-WNOV en 2015, ces vols commerciaux sont effectués par l'A310 Zero G.

## Historique

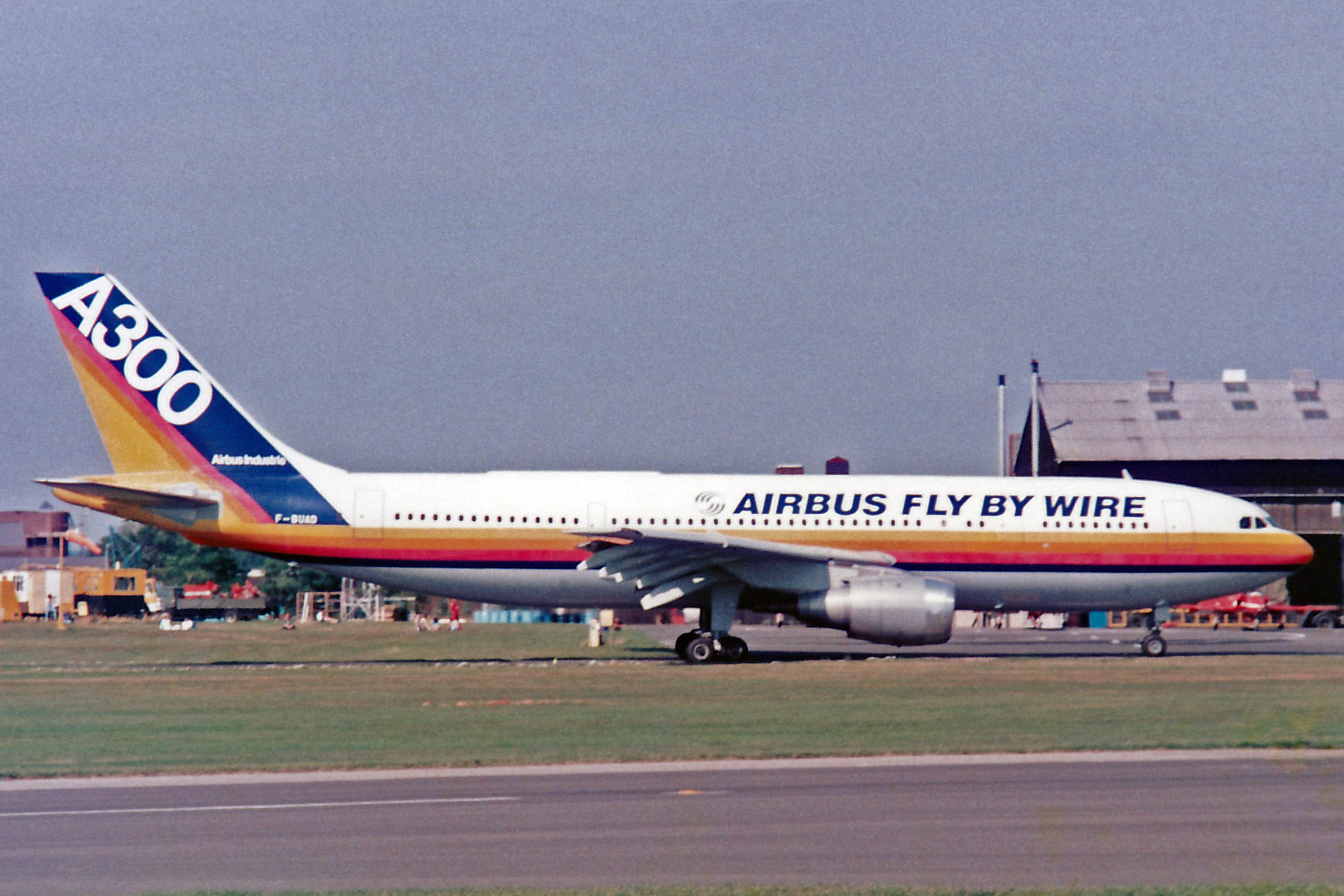
F-BUAD, A300B2-1C MSN003, en septembre 1986.

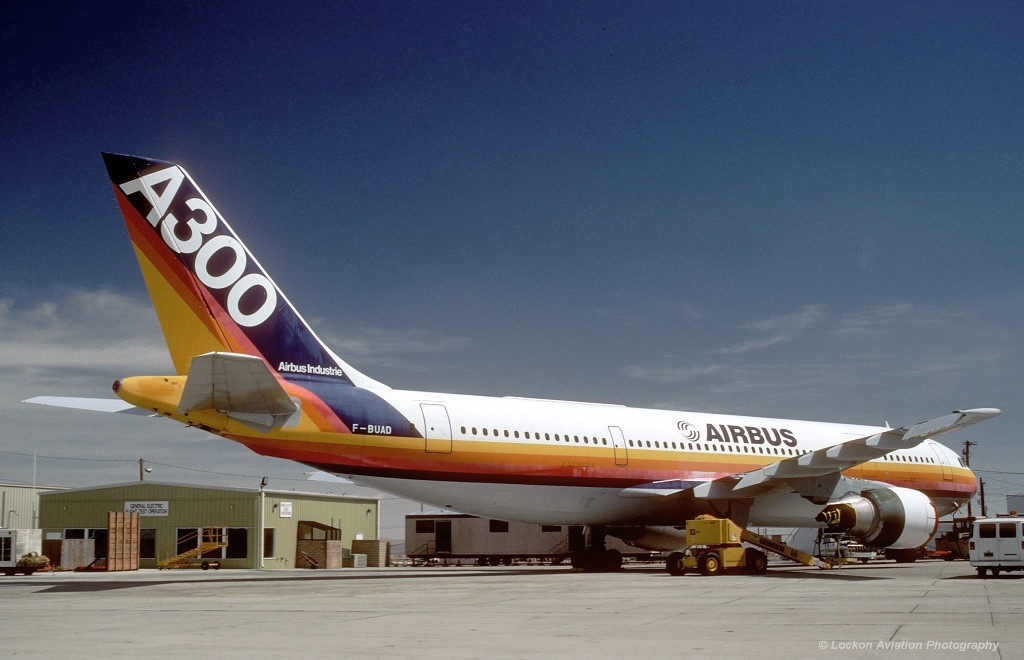
F-BUAD à l'aéroport de Mojaves en mai 1990, loué par General Electric.

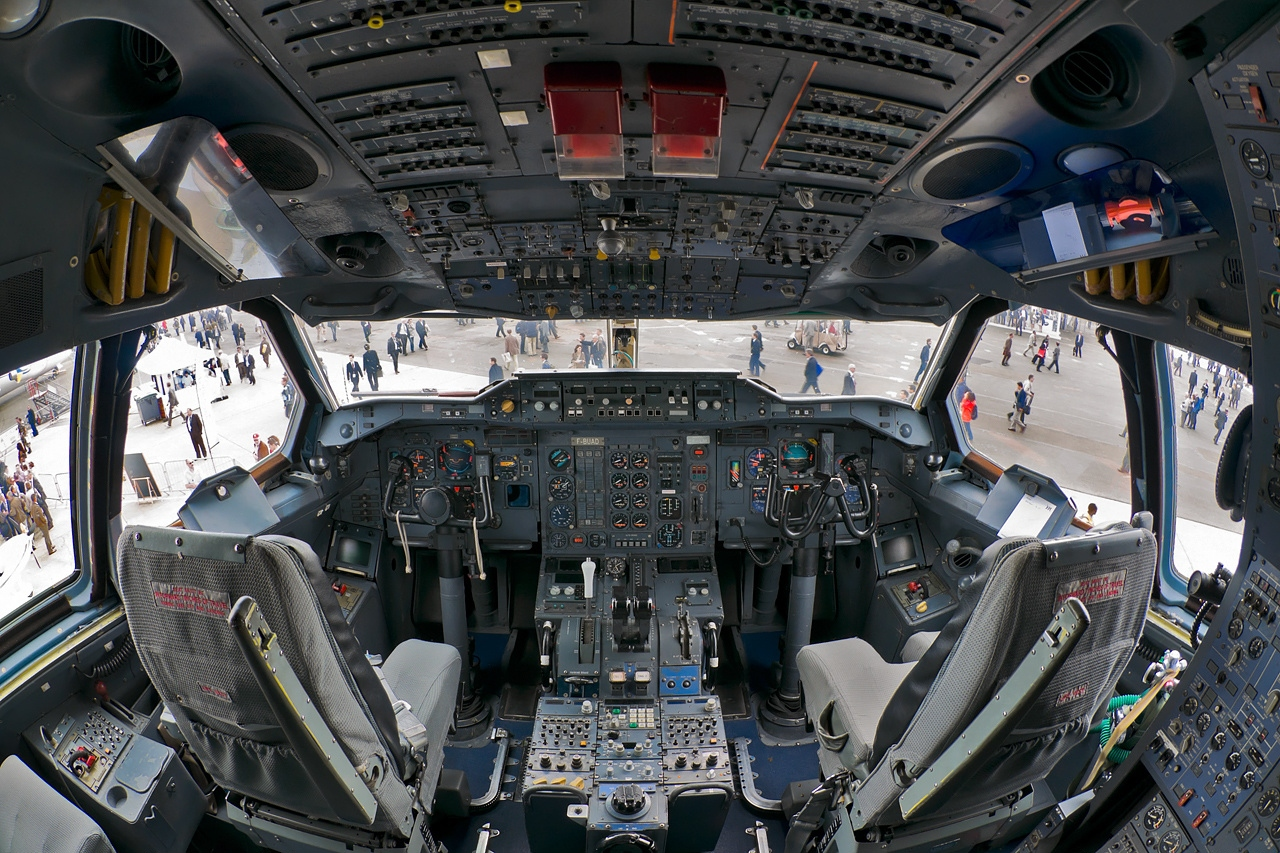
Appareil très classique ainsi que quasiment non numérique.

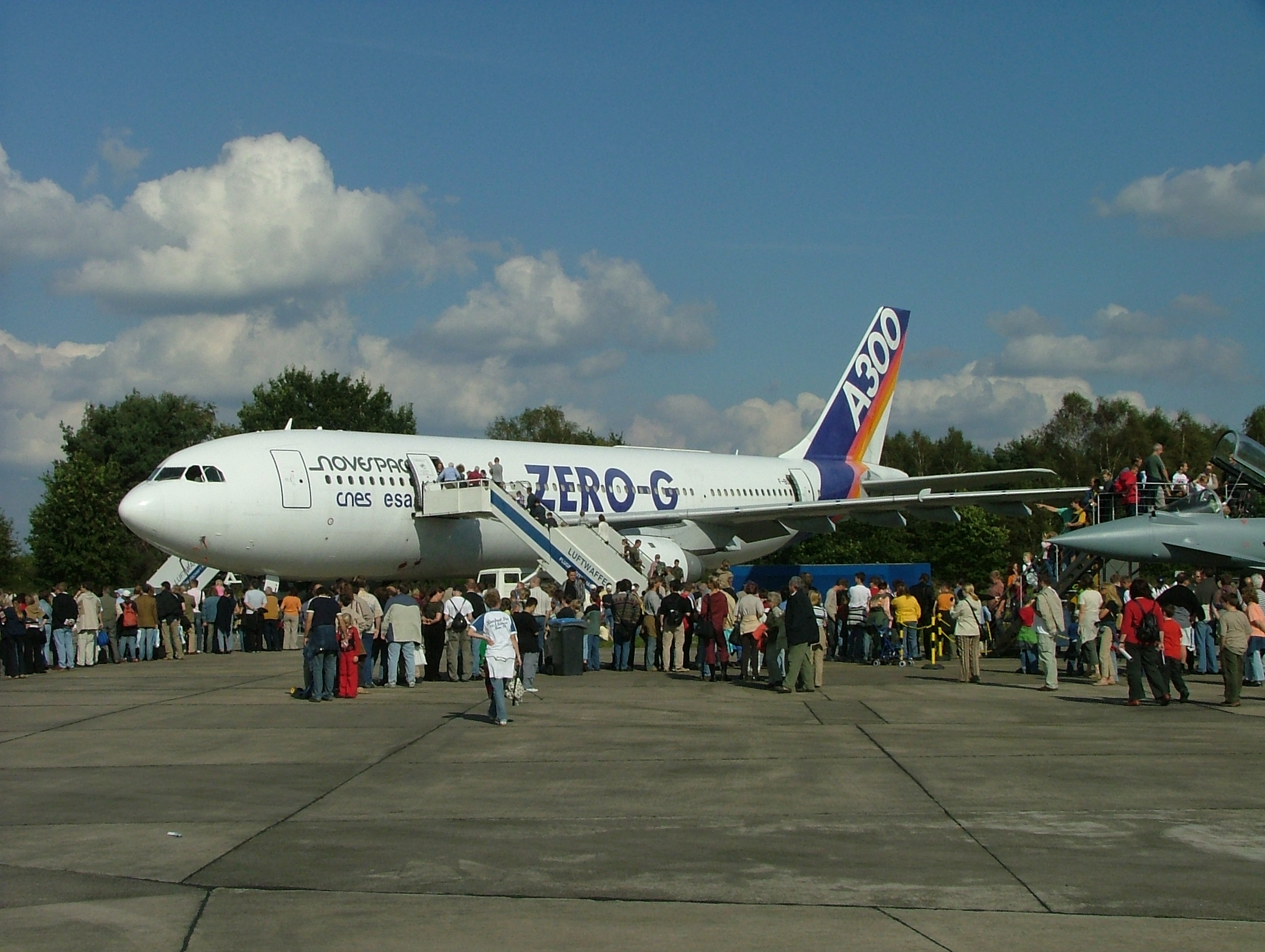
A300 Zero-G à l'aéroport Cologne/Bonn le 19 septembre 2004.
L'appareil y stationne définitivement à partir du 3 novembre 2014, après avoir quitté la France.

### Acquisition
Assemblé en 1973 à Toulouse, l'A300B2-1C F-BUAD MSN 003 est un appareil particulier de série, qui a servi d'avion de développement à Airbus. Il s'agit du prototype et donc premier exemplaire de l'A300B2. Il a été utilisé en tant que plateforme de la commande de vol électrique des Airbus A320 en 1986, puis par General Electric pour tester les moteurs améliorés CF6-80 en 1989,. Il a été loué par Aérospatiale en 1988 pour tester le déploiement de la structure ERA, emmenée dans l'espace au cours de la mission Aragatz. A cette occasion, l'avion a effectué ses premières paraboles.
Lorsque Novespace cherche un remplaçant à la Caravelle, cet avion s'impose. Il a un faible nombre d'heures de vol et a démontré sa capacité à réaliser des paraboles.
En 1996, l'avion subit une grande visite d'entretien et est modifié par Sogerma Services (actuellement Sabena Technics Bordeaux). Les principales modifications concernent l'aménagement de la cabine : ajout d'une zone expérimentale capitonnée de 200 m3. De 1996 à 1997, les vols de qualification ont lieu sous l'autorité du service « essais en vol » de la direction générale de l'Armement. En février 1997, sa première campagne de vol commercial est organisée.

### Remplacement
Au début des années 2010, le renouvellement de l'A300 ZERO-G devient urgent. Thierry Gharib, directeur général de Novespace, précise en mars 2015 : son entretien est coûteux. La structure de l'avion accuse les 13 000 paraboles effectuées. Ensuite, le modèle de l'avion étant ancien, les seules pièces détachées disponibles proviennent d'autres A300B2/B4 démantelés, et sont rares et chères. Enfin, étant la deuxième génération de jet, il n'est pas doté des technologies contemporaines.
L'appareil idéal est trouvé à la Luftwaffe : l'un de ses A310-304 (MSN498) acquis en 2014. Le nouvel Airbus A310 Zero G permet de fournir 50% d’électricité en plus pour les expériences en vol, et un contrôle de la parabole (et donc, des conditions d’impesanteur) amélioré par une instrumentation moderne.
En octobre 2014, l'A300B2-1C MSN003 termine sa mission à Bordeaux et part à l'aéroport Cologne/Bonn le 3 novembre. Ce dernier a acquis l'appareil pour 1 euro symbolique. Il devient un musée pour ceux qui s'intéressent à cet exemplaire scientifique particulier.

## Usage particulier pour la vaccination contre la Covid-19
En 2021, l'aéroport de Cologne et l'autorité sanitaire régionale transforment cet appareil en centre de vaccination contre la Covid-19. Pour les adultes, cette vaccination dans l'A300 Zero-G est ouverte le 21 décembre.
|                        |
| Embarquement sans vol. |

|                                |
| Imfirmiere à côte d'une porte. |

|                            |
| Dans la cabine principale. |

Considéré comme utile pour renforcer l'immunité collective de la population, l'A300 Zero-G ouvre les portes aux enfants de cinq à onze ans, en janvier 2022. Après leur injection, ils sont invités à visiter le cockpit. Le centre mobilise de nombreuses familles, apprécié tant par les enfants que par les parents.